# 許仲禮
許仲禮（?—?），字禮，號則敬。駙馬許珏與舒國公主之子。崇寧四年乙酉科武舉，官武節郎領節度使，東南第十一將。元祐六年，广东守将童某剿贼杀民冒功，罪及仲禮。育有二子，許堯民，許舜民。